# Dămăcușeni, Maramureș
Dămăcușeni (în maghiară Domokos) este un sat ce aparține orașului Târgu Lăpuș din județul Maramureș, Transilvania, România.

## Istoric
Prima atestare documentară: 1393 (Damunkusfalva). 

## Etimologie
Etimologia numelui localității: din numele de grup dămăcușeni < n.fam. rom. Dămăcuș (< magh. Domokos „Dominic") + suf. -eni. 

## Monument istoric
- Biserica Reformată (1843).

## Demografie
Populație: 971 locuitori (2002), dintre care 863 maghiari și 103 români. Religia majoritară este cea reformată-calvină (835), urmată de cea ortodoxă (132) și romano-catolică (28).
La recensământul din 2011, populația era de 907 locuitori, majoritatea maghiari. 

## Obiective turistice
- Biserica reformatǎ-calvină a fost construitǎ în jurul anului 1700. În anul 1942 a fost incendiatǎ, fiind refăcutǎ în 1946 de arhitectul Kós Károly. Turnul este asemǎnător cu cele ale bisericilor de lemn, având o clopotnițǎ cu foișor și patru turnulețe.